# Jean-Jacques Delivet-Saint-Mars
Jean-Jacques Delivet-Saint-Mars est un homme politique français né à une date inconnue et décédé le 8 mars 1792 à Paris.
Procureur syndic du district d’Évreux, il est élu député de l'Eure en 1791. Il meurt au cours de la session.

## Sources
- « Jean-Jacques Delivet-Saint-Mars », dans Adolphe Robert et Gaston Cougny, Dictionnaire des parlementaires français, Edgar Bourloton, 1889-1891 [détail de l’édition]